# Эргин (вещество)
Эргин (ЛСА, Амид d-лизергиновой кислоты) — психоактивное вещество семейства лизергамидов, содержащейся в семенах ипомеи трёхцветной и гавайской розы. По строению молекулы эргин схож с ЛСД — одним из самых известных психоделических галлюциногенов.
Открыл Альберт Хофман в 1930—1940-х годах.

## История открытия
С. Сидней и Дж. Тиммис (англ. S. Sydney, G. M. Timmis) в 1932 году сообщили, что выделили неизвестный ранее алкалоид из смеси эрготоксинов и назвали его «эргин» (ergine).

## Нахождение в природе
Эргин содержится в семенах декоративного тропического растения ипомеи трёхцветной, которое популярно у российских садоводов. Также содержится в семенах гавайской розы.

## Применение
Применяется в основном в качестве рекреационного ПАВ.
У народа Масатеки, живущего в Мексике в штате Оахака эргин в составе Ololiuhqui традиционно используется шаманами.

## Легальный статус
В большинстве стран эргин считается наркотическим веществом, запрещённым к обороту. Но, несмотря на это, существуют легальные растительные источники этого вещества.
В России эргин включён в Перечень наркотических средств.

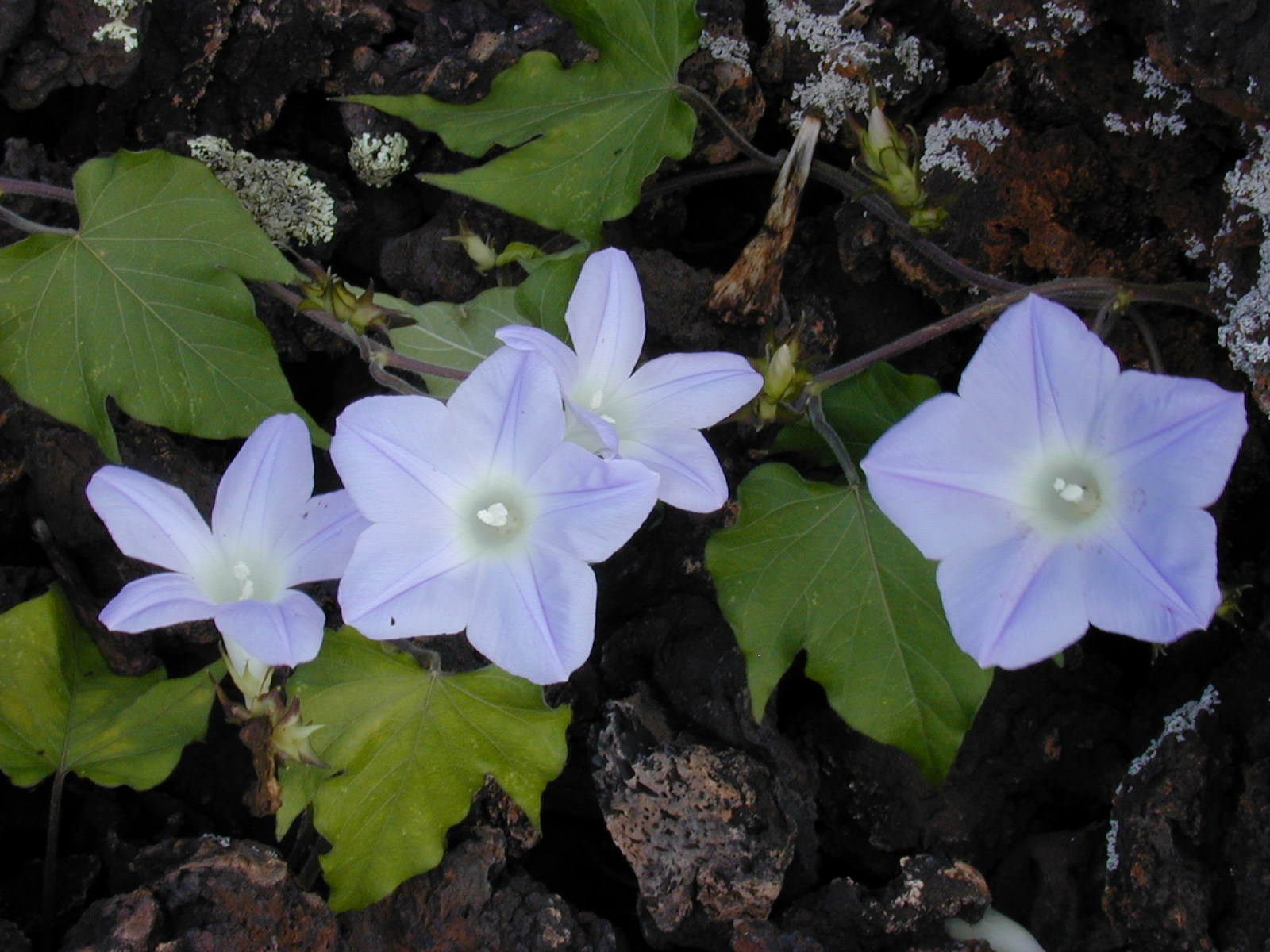
Ipomoea Indica, семена которой содержат ЛСА

## Дозировка
Точная доза ЛСА неизвестна. Согласно результатам исследования Альберта Хоффмана, 500 мкг вещества (внутримышечно) вызывает усталость, изменение мыслительного процесса. В более высоких дозах может вызвать галлюцинации и эйфорию.

## Зависимость
ЛСА, как и остальные психоделики, не вызывает ни физической, ни психической (как правило) зависимости.